# Улица Београдског батаљона (Чукарица)
| · Улица · БЕОГРАДСКОГ БАТАЉОНА                  | · Улица · БЕОГРАДСКОГ БАТАЉОНА |
| ----------------------------------------------- | ------------------------------ |
|                                                 |                                |
| Општина                                         | Чукарица                       |
| Почетак                                         | Пожешка                        |
| Крај                                            | Благоја Паровића               |
| Дужина                                          | 1300 m                         |
| Ширина                                          | око 15 m                       |
| Створена                                        | друга половина 20. века        |
|                                                 |                                |
|                                                 |                                |
| Поглед из раскрснице са улицом Краљице Катарине |                                |

Београдског батаљона је улица која повезује централну улицу Бановог брда, Пожешку са улицом Благоја Паровића пролазећи већим делом кроз Голф насеље.

## Име улице
Улица је добила име по Београдском батаљону Прве пролетерске бригаде.

## Историја
Улица је настала у другој половини 20. века у периоду када се Чукарица нагло преобразила из скромног радничког насеља са понеком кућом на спрат у модерно градско насеље.

## Улицом Београдског батаљона
Захваљујући повољном положају у улици се налазе многобројни објекти попут цвећаре, галерије, биоскопа, фудбалског стадиона, дипломатског насеља...
На самом почетку улице са леве стране, на споју са улицом Рајка од Расине, налази се свећара Цвет експрес која је позната по томе што се налази у старом железничком вагону.
Преко пута, са десне стране, налази се Галерија 73 (основана 1973. године) у којој су излагала најеминентнија имена савременог српског сликарства.
Изнад галерије налази се биоскоп Рода који је 2002. године потпуно реновиран и од старе биоскопске сале изграђен је модеран синеплекс са три биоскопске сале.
Са леве стране на броју 9а налази се Вртић Рода, један од најстаријих објеката предшколске установе Чукарица.
У делу између улица Недељка Чабриновића, Београдског батаљона и Прашке направљен је модерни стамбено-пословни комплекс ГОЛФ 8 који је најмодерније здање у улици Београдског батаљона.
На раскрсници са улицом Краљице Катарине, са леве стране, налази се хотел Орашац.
У горњем делу улице налази се стадион фудбалског клуба Чукарички, а на самом крају, пре уласка у улицу Благоја Паровића, са леве стране налази се дипломатско насеље у ком су смештене многобројне дипломате, представници страних дипломатских представништава акредитованих у Републици Србији.

## Суседне улице
Улицу Београдског батаљона пресецају, или се уливају у њу, следеће улице од Пожешке до улице Благоја Паровића:
1. Рајка од Расине
2. Орфелинова
3. Недељка Чабриновића
4. Удбинска
5. Прашка
6. Краљице Катарине
7. Изворска
8. Петра Мартиновића
9. Мајданпечка
10. Жарковачка
11. Изворска
12. Краљице Катарине

## Галерија
- Цвет експрес у вагону
- Галерија 73
- Биоскоп Рода
- Вртић Рода
- Фудбалски клуб Чукарички
- Дипломатско насеље
- Вила поред дипломатског насеља
- Кућа поред дипломатског насеља
- Голф 8
- Осам архитеката[1]